# Полювання на оленів курфюрста Фрідріха Мудрого
«Полюва́ння на о́ленів курфю́рста Фрі́дріха Му́дрого» (нім. Hirschjagd des Kurfürsten Friedrich d. Weisen) — картина німецького живописця Лукаса Кранаха Старшого (1472–1553). Створена 1529 року. Зберігається у Музеї історії мистецтв у Відні (інв. №GG 3560).
Серед мисливців — курфюрст Фрідріх Мудрий Саксонський (1463–1525) та імператор Максиміліан I (1459–1519), праворуч — курфюрст Йоганнн Непохитний. Виходячи з того, що зображені на картині люди, що брали участь у полюванні, у 1529 році були уже мертві, очевидно, що картину замовив Йон Вірний у пам'ять про полювання, яке відбулась багато років тому.
Картина була в імператорській колекції в Празі до 1621 року; з 1894 року зберігається у колекції Музею історії мистецтв.
На стовбурі дерева у самому центрі є підпис художника і дата створення — 1529 рік; виконано жовтою фарбою.